# Карлтонская банда
Карлтонская банда (англ. The Carlton Crew) — австралийская организованная преступная организация, базирующаяся в Мельбурне (штат Виктория, Австралия). Была создана в конце 1970-х годов силами силовиков из профсоюза корабелов и докеров и независимых рэкетеров и названа в честь, Карлтона, пригорода Мельбурна, в котором банда базируется и который известен итальянской общиной и районом «Маленькая Италия» на Лигон-стрит. Организация была ярым конкурентом «Заслуженного общества» и семьи Калабрезе, которые представляли собой группы калабрийской ндрангеты, также базирующиеся в Мельбурне, и, являлась союзником ирландской семьи Морана. Карлтонская банда сыграла важную роль в печально известных убийствах мельбурнских бандитов (1995—2010).

## История
В состав Карлтонской банды входили осуждённые преступники, Альфонс Гангитано, Мик Гатто, Марио Конделло и Рон Бонгетти, а также Грэм Киннибург. Гангитано несколько раз арестовывался за мелкие правонарушения в конце 1970-х и начале 1980-х годов, завоевав репутацию «Чёрного принца Лигон-стрит» (англ. The Black Prince of Lygon Street). Гангитано создал группировку из головорезов, в основном итальянского происхождения, которые под угрозой насилия ставили музыкальные и торговые автоматы в местных барах и ночных клубах, а полученный от них доходы вкладывали в незаконный оборот наркотиков.
В 1995 году полиция Мельбурна заподозрила Гангитано в двух убийствах, мошенника Грэга Уоркмана (был убит во время празднования освобождения друга из тюрьмы) и проститутки Деборы Баунди (среди клиентов которой был киллер Карлтонской банды Кристофер Дэйл Фланнери). Планировалось, что Баунди даст показания в суде, но она скончалась до суда от передозировки неразбавленным героином, при этом, как считается, инъекцию Деборе сделал сам Гангитано. Именно с убийства Уоркмана ведётся отсчёт затянувшейся на 15 лет серии убийств мельбурнских бандитов, самой жестокой гангстерской войны в истории Австралии.
По сообщениям прессы, Гангитано зарабатывал около $200 000 в месяц, которые ему приносили ночные клубы, файт-промоушен, скачки, нелегальные азартные игры и рэкет.
15 июля 1995 года Гангитано в ночном клубе в Мельбурне подрался с Джейсоном Мораном, в будущем лидером семьи Моран. Прокуроры всё ещё обсуждали различные обвинения против него, когда 16 января 1998 года жена Гангитано нашла его мёртвым в прачечной их дома в Темплстоу. Гангитано несколько раз выстрелил себе в голову.
Новым главой банды стал Мик Гатто, бывший боксер и сборщик долгов. В июне 1999 года ему было предъявлено обвинение в жульничестве за размещение 39 ставок у букмекеров под псевдонимом Мик Дельгадо. В феврале 2002 года Королевская комиссия расследовала дело Гатто по подозрению в получении $250 000 за «посредничество» в трудовых спорах с Австралийским союзом рабочих. В 2004 году был оправдан в убийстве наёмного убийцы Эндрю «Бенджи» Вениамина, так как присяжные решили что Гатто действовал в целях самообороны, застрелив Вениамина, который угрожал убить его.
13 декабря 2003 года возле своего дома в Кью был убит Грэм Киннибург, возвращавшийся из магазина с шоколадным мороженым.
У члена Карлтонской банды Марио Конделло были судимости за поджоги, мошенничество и незаконный оборот наркотиков. Полиция также подозревала его в многочисленных убийствах. В 2005 году ему было предъявлено обвинение в заговоре с целью убийства криминального авторитета Карла Уильямса, которому в свою очередь было предъявлено обвинение в заговоре с целью устроить засаду на Конделло. Процесс по этому делу находился на рассмотрении, когда 6 февраля 2006 года неизвестные вооружённые люди убили Конделло возле его дома в Брайтоне. Около 700 человек присутствовали на его похоронах, а Мик Гатто был одним из тех кто нёс гроб.

## Известные участники
- Альфонс Гангитано[англ.] (1957—1998), убит в 1998 году.
- Мик Гатто[англ.] (род. в 1955), арестован в 2004 году, в отставке.
- Марио Конделло[англ.] (1952—2006), арестован в 2005 году, убит в 2006 году.
- Рональд «Рон» Бонгетти, умер в 2005 году по естественным причинам.
- Грэм Киннибург[англ.] (1942—2003), профсоюзный деятель, убит в 2003 году.